# الوليدية (أسيوط)
حي الوليدية، حي من أحياء أسيوط يقع علي مساحة 2 كم مربع تقريباً.

## الموقع الجغرافي
تقع غرب نهر النيل ويفصلها عن مدينة أسيوط ترعة الإبراهيمية
- الشيخ صلاح
- الشيخ مغيث
- الشيخ عبد الباسط
- الشيخة شريفه

صفحة الوليديه علي الفيس بوك  على فيسبوك.
منتدي الوليدية اون لاين